# Litwa na Letnich Igrzyskach Olimpijskich 2004
Litwę reprezentowało na XXVIII Letnich Igrzyskach Olimpijskich w Atenach 59 sportowców (12 kobiet i 47 mężczyzn) w 13 dyscyplinach. Był to 6 start Litwinów na letnich igrzyskach olimpijskich.

## Zdobyte medale
| Medal  | Zawodnik               | Dyscyplina sportowa  | Konkurencja            |
| ------ | ---------------------- | -------------------- | ---------------------- |
| Złoto  | Virgilijus Alekna      | Lekkoatletyka        | rzut dyskiem mężczyzn  |
| Srebro | Austra Skujytė         | Lekkoatletyka        | siedmiobój kobiet      |
| Srebro | Andrejus Zadneprovskis | Pięciobój nowoczesny | indywidualnie mężczyzn |